# بولي بلودغت
بولي بلودغت (بالإنجليزية: Polly Blodgett)‏ هي متزلجة فنية أمريكية، ولدت في 1919.